# Shackford Hall
 (mai 2025).
Si vous disposez d'ouvrages ou d'articles de référence ou si vous connaissez des sites web de qualité traitant du thème abordé ici, merci de compléter l'article en donnant les références utiles à sa vérifiabilité et en les liant à la section « Notes et références ».
 (avril 2020).
Le Shackford Hall est un bâtiment scolaire américain situé à Lake Junaluska, dans le comté de Haywood, en Caroline du Nord. Il est inscrit au Registre national des lieux historiques depuis le 25 avril 2001.